# Riu Peel
El riu Peel (en Gwich’in Teetl'it Gwinjik) és un afluent de la conca baixa del riu Mackenzie. Amb 452 quilòmetres de recorregut, discorre pel Yukon i els Territoris del Nord-oest, al Canadà. El riu neix a les muntanyes Ogilvie, al centre del Yukon, en la confluència dels rius Ogilvie i Blackstone. Els seus principals afluents són el Hart, el Wind, el Bonnet Plume i l'Snake.
El riu Peel s'uneix al Mackenzie al delta del Mackenzie. La Dempster Highway el creua a Fort McPherson, als Territoris del Nord-oest mitjançant un ferry durant els mesos d'estiu i d'un pont de gel durant l'hivern. Aquest és un riu verge i Fort McPherson, amb 776 habitants el 2006, és l'única comunitat que hi ha al llarg del seu curs.

## Fauna
En la seva conca hi viuen l'ant, l'ós negre, l'ós bru, el llop, el castor, la rata mesquera i un gran nombre de petits animals i aus.

## Referències

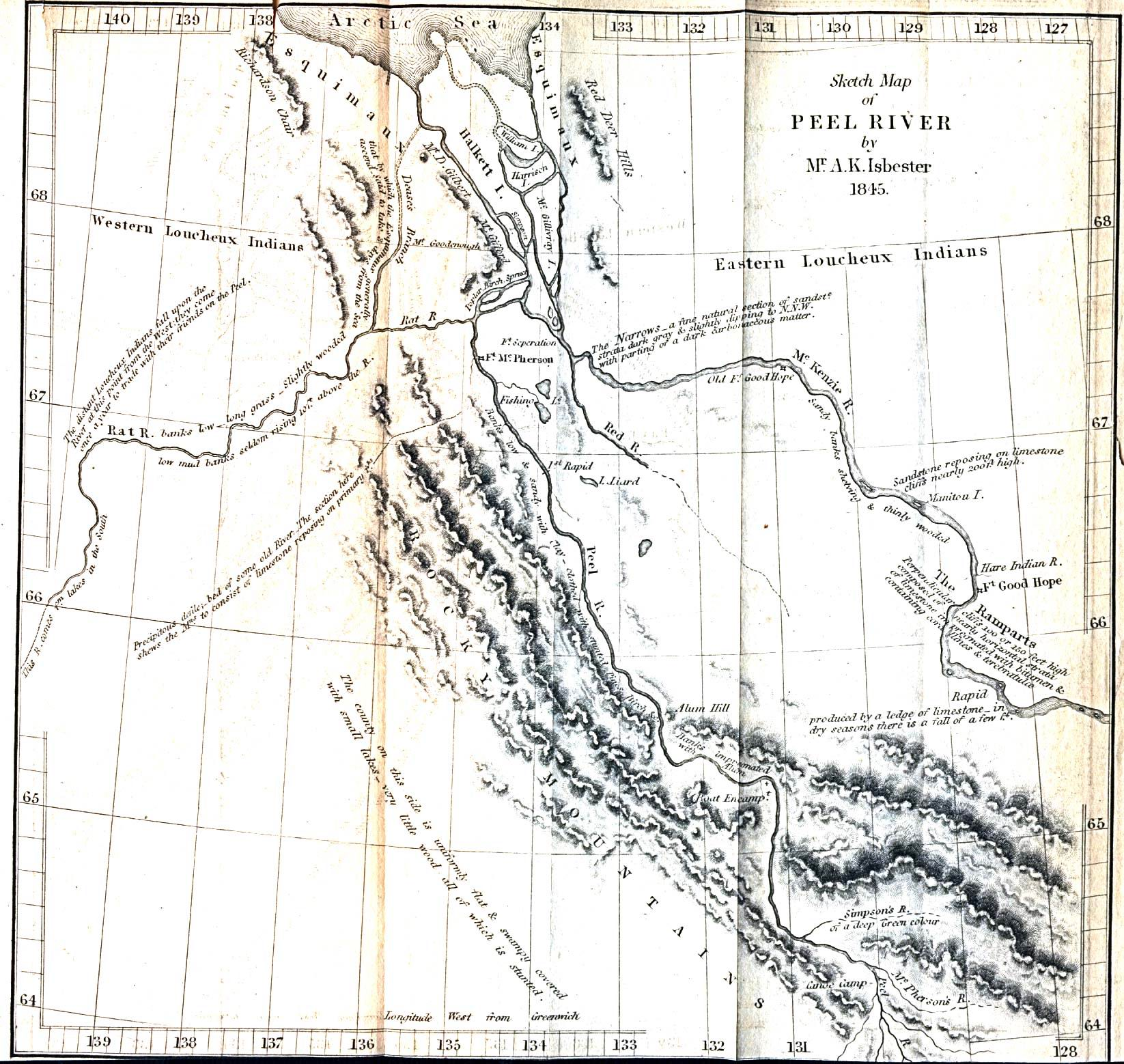
Mapa del riu Peel, el 1845